# Cesare Nosiglia
Cesare Nosiglia (n. Rossiglione, Liguria, Italia, 5 de octubre de 1944) es un arzobispo católico teólogo italiano

## Formación y sacerdocio
Nacido en la localidad italiana de Rossiglione en la Región de Liguria, el día 5 de octubre de 1944.
En su juventud descubrió su vocación religiosa y asistió a los seminarios episcopales de Acqui Terme y Rivoli.
Finalmente fue ordenado sacerdote para su diócesis natal, el 29 de junio de 1968, por el entonces obispo Mons. Giuseppe Dell'Omo.
Después se trasladó a Roma para continuar con sus estudios, obteniendo allí una Licenciatura en Teología por la Pontificia Universidad Lateranense y otra en Sagrada escritura por el Pontificio Instituto Bíblico.
En este tiempo estuvo ayudando en las tareas de las parroquias de San Giovanni Battista de Rossi y de San Filippo Neri alla Pineta Sacchetti.
Luego desde 1971 a 1991 estuvo en la Oficina Nacional de Catequesis, donde llegó a ejercer los cargos de encargado, subdirector y director.

## Episcopado
Ya el 6 de julio de 1991 ascendió al episcopado, cuando Su Santidad el Papa Juan Pablo II lo nombró como Obispo auxiliar de la diócesis de Roma, encargándose de las áreas de catequesis y escuelas y como Obispo titular de Victoriana.
Recibió la consagración episcopal el 14 de septiembre de mismo año, en la Archibasílica de San Juan de Letrán, a manos de su consagrante principal, el cardenal Camillo Ruini y de sus co-consagrantes, los obispos Livio Maritano y Aldo Del Monte.
Al subir de rango eligió su escudo y como lema, la frase "Caritas congaudet veritati".
Luego el 19 de julio de 1996, el Papa lo elevó a la dignidad de Arzobispo, tras nombrarlo Arzobispo vicegerente de Roma ("o también Vicario"); en sucesión de Remigio Ragonesi que renunció tras alcanzar el límite de edad.
En esa época durante el Concilio de Roma, se desempeñó como ponente general y presidente de la comisión de post-sinodal.
También, en la Conferencia Episcopal Italiana (CEI) ha sido miembro de la Comisión Episcopal para la Doctrina de la Fe y la Catequesis, secretario y más tarde presidente de la Comisión Episcopal para la Educación Católica, la escuela y la universidad desde 1995. Y a nivel nacional ha sido presidente de la Junta Nacional de la Escuela Católica y de la Oficina Internacional de Educación Católica (OIEC).
Cabe destacar, que con motivo del Jubileo de 2000 es Vicepresidente de Comisión de Pastoral Misionera del Comité Central y Presidente del Comité Italiano para la Jornada Mundial de la Juventud (JMJ).

## Arzobispo de Turín
El papa Benedicto XVI nombró el 11/10/2010 a Mons. Cesare Nosiglia, arzobispo de Vicenza y vicepresidente de la Conferencia Episcopal Italiana, como nuevo arzobispo de Turín, en Italia, sucediendo así al cardenal Severino Poletto, cuya renuncia al gobierno pastoral de la arquidiócesis de Turín fue aceptada por haber llegado al límite de edad establecido en el Código de Derecho Canónico. Con ese nombramiento se convirtió en el nuevo custodio de la Sábana Santa que está en esa arquidiócesis italiana. 
La pieza de lino de 4,36 metros por 1,10 metros sobre la cual, según la tradición, se habría impreso el cuerpo de Cristo crucificado, y en particular su rostro, fue descubierta a mediados del siglo XIV en la colegiata de Notre-Dame en Lirey, cerca de Troyes (Francia). El Vaticano, propietario del Santo Sudario desde 1983, nunca se ha pronunciado sobre su autenticidad como reliquia, aunque ha autorizado y facilitado estudios e investigaciones.
«Por tanto el Sudario, aun no siendo objeto de la fe, ayuda, sin embargo, a la propia fe, porque abre el corazón de aquellos que se aproximan a él y lo contemplan, para tornarse conscientes de lo que fue la pasión de Jesús en la cruz y, por tanto, de aquel amor infinito que Él nos demostró al sufrir terrible violencia física y moral por la salvación de todo el mundo. Esta siempre fue y continúa siendo la razón por la cual millones y millones de fieles de todo el mundo veneran, rezan y contemplan el Sudario y de él obtienen esperanza para su vida cotidiana» Mons. Cesare Nosiglia (2018)
El 11 de abril de 2020 Mons. Cesare Nosiglia presidió la ceremonia en que fue expuesta a los fieles en línea para que pudieran rezar ante ella en momentos en que por la pandemia del COVID-19 los templos permanecían cerrados.